# 1154
| Calendário gregoriano                                                        | 1154 MCLIV                                             |
| Ab urbe condita                                                              | 1907                                                   |
| Calendário arménio                                                           | 603 – 604                                              |
| Calendário bahá'í                                                            | -690 – -689                                            |
| Calendário budista                                                           | 1698                                                   |
| Calendário chinês                                                            | 3850 – 3851 Início a 15 de fevereiro (aproximadamente) |
| Calendário copta                                                             | 870 – 871                                              |
| Calendário etíope                                                            | 1146 – 1147                                            |
| Calendários hindus - Vikram Samvat - Calendário nacional indiano - Cáli Iuga | 1209 – 1210 1075 – 1076 4254 – 4255                    |
| Calendário Holoceno                                                          | 11154                                                  |
| Calendário islâmico                                                          | 549 – 550                                              |
| Calendário judaico                                                           | 4914 – 4915                                            |
| Calendário persa                                                             | 532 – 533                                              |
| Calendário rúnico                                                            | 1404                                                   |
| Calendário solar tailandês                                                   | 1697                                                   |

1154 (MCLIV, na numeração romana) foi um ano comum do século XII do Calendário Juliano, da Era de Cristo, a sua letra dominical foi C (52 semanas), teve início a uma sexta-feira e terminou também a uma sexta-feira. No reino de Portugal estava em vigor a Era de César que já contava 1192 anos.
| Ano completo                       |
| ---------------------------------- |
| Ano comum com início à sexta-feira |

## Eventos
- 14 de Dezembro - Nicholas Breakspear, é eleito como Papa Adriano IV, sucedendo ao Papa Anastácio IV.
- Henrique Plantageneta torna-se rei de Inglaterra
- Áustria torna-se num ducado governado pelos Babenburgs (veja História da Áustria).
- O rei Eric IX da Suécia introduz o cristianismo na Finlândia .
- A Bósnia torna-se num ducado.
- Belgrado é reconstruída pelo imperador bizantino Manuel I Comneno.
- Tentativa fracassada de resolução dos conflitos entre Braga e Santiago de Compostela, efectuada em Tui pelo legado pontifício, cardeal Jacinto.

## Nascimentos
- 2 de Novembro - Constança da Sicília.
- 11 de Novembro - Sancho I, rei de Portugal (m. 1212).
- Roberto II de Dreux m. 1218), conde de Dreux e Braine.

## Mortes
- 26 de fevereiro - Rogério II da Sicília.
- 25 de Outubro - Stephen I de Inglaterra.
- 3 de Dezembro - Papa Anastásio IV.
- Ramiro II, rei de Aragão.